# Praia de Urussuquara
A Praia de Urussuquara é uma praia localizada no extremo sul do municípios de São Mateus, junto a divisa com o município de Linhares, no Espírito Santo, no Brasil.
Dista 58 quilômetros de São Mateus.

## Etimologia
"Urussuquara" é um termo proveniente da língua tupi e significa "toca do uru grande", através da junção dos termos uru ("uru"), usu ("grande") e kûara ("toca").
É uma praia socegada com uma naturaza exuberante tem um rio que se encontra com o mar
| Oceano Atlântico                     |                          |                                         |
| precedida por: Barra Seca (Linhares) | URUSSUQUARA (São Mateus) | sucedida por: Campo Grande (São Mateus) |